# Calvipelta calvifrons
Calvipelta calvifrons är en mossdjursart som beskrevs av Tilbrook 2006. Calvipelta calvifrons ingår i släktet Calvipelta och familjen Celleporidae. Inga underarter finns listade i Catalogue of Life.